# Konjugation (farmakokinetik)
 For alternative betydninger, se Konjugation. (Se også artikler, som begynder med Konjugation)
Konjugation betegner i farmakokinetikken det fænomen, at nogle stoffer bindes sammen med andre (konjugeres) med det formål at blive vandopløselige, så moderstoffet kan udskilles gennem nyrerne eller tarmen. Når stoffer netop er vandopløselige, reabsorberes de vanskeligere over nyre- og tarmepitelet. Konjugation foregår i mennesket fortrinsvis i leveren.
Konjugationen af stoffer kan hæmmes ved nedsat blodtilførsel til leveren og ved leversygdom som f.eks. skrumpelever. Herved kan biotilgængeligheden af et tilført stof (som f.eks. et lægemiddel) stige.

## Mekanisme
Moderstoffet bindes kovalent til en funktionel gruppe, der er højpolær. Funktionelle grupper, hvormed konjugation foregår:
- Glukuronsyre (glukuronidering)
- Sulfat (sulfatering)
- Glutathion
- Aminosyrer
- Acetat (acetylering)

## Eksempler på konjugation
Stoffer, der glukuronideres:
- Paracetamol
- Morfin
- Diazepam

Stoffer, der sulfateres:
- Paracetamol
- Steroider
- Kloramfenikol

Stoffer, der acetyleres:
- Sulfonamider
- Isoniazid